# Stadt Brüssel
Die Stadt Brüssel (meist nur Brüssel; französisch Ville de Bruxelles [bryˈsɛl], niederländisch Stad Brussel [ˈbrɵsəɫ]) ist eine der 19 Gemeinden der zweisprachigen Region Brüssel-Hauptstadt und die Hauptstadt des Königreichs Belgien mit 196.828 Einwohnern (1. Januar 2024) im amtlichen Gemeindegebiet. Das Siedlungsgebiet der Region Brüssel-Hauptstadt indessen zählt 1,2 Millionen Einwohner. Da das Gemeindegebiet auch einige Parks umfasst, ist die Bevölkerungsdichte der Stadtgemeinde mit 5.676 Einwohnern pro Quadratkilometer geringer als die der Hauptstadtregion mit 7.362 Einwohnern pro Quadratkilometer.

## Sitz verschiedener Institutionen
Brüssel-Stadt ist die Haupt- und Residenzstadt des Königreichs Belgien, Sitz der Institutionen der Flämischen und Französischen Gemeinschaft Belgiens sowie von Flandern und Hauptort der Region Brüssel-Hauptstadt. Zudem stellt die Stadt den Hauptsitz der Europäischen Union sowie den Sitz der NATO, ferner den des ständigen Sekretariats der Benelux-Länder, der EUROCONTROL und auch der ehemaligen Westeuropäischen Union.

## Geschichte

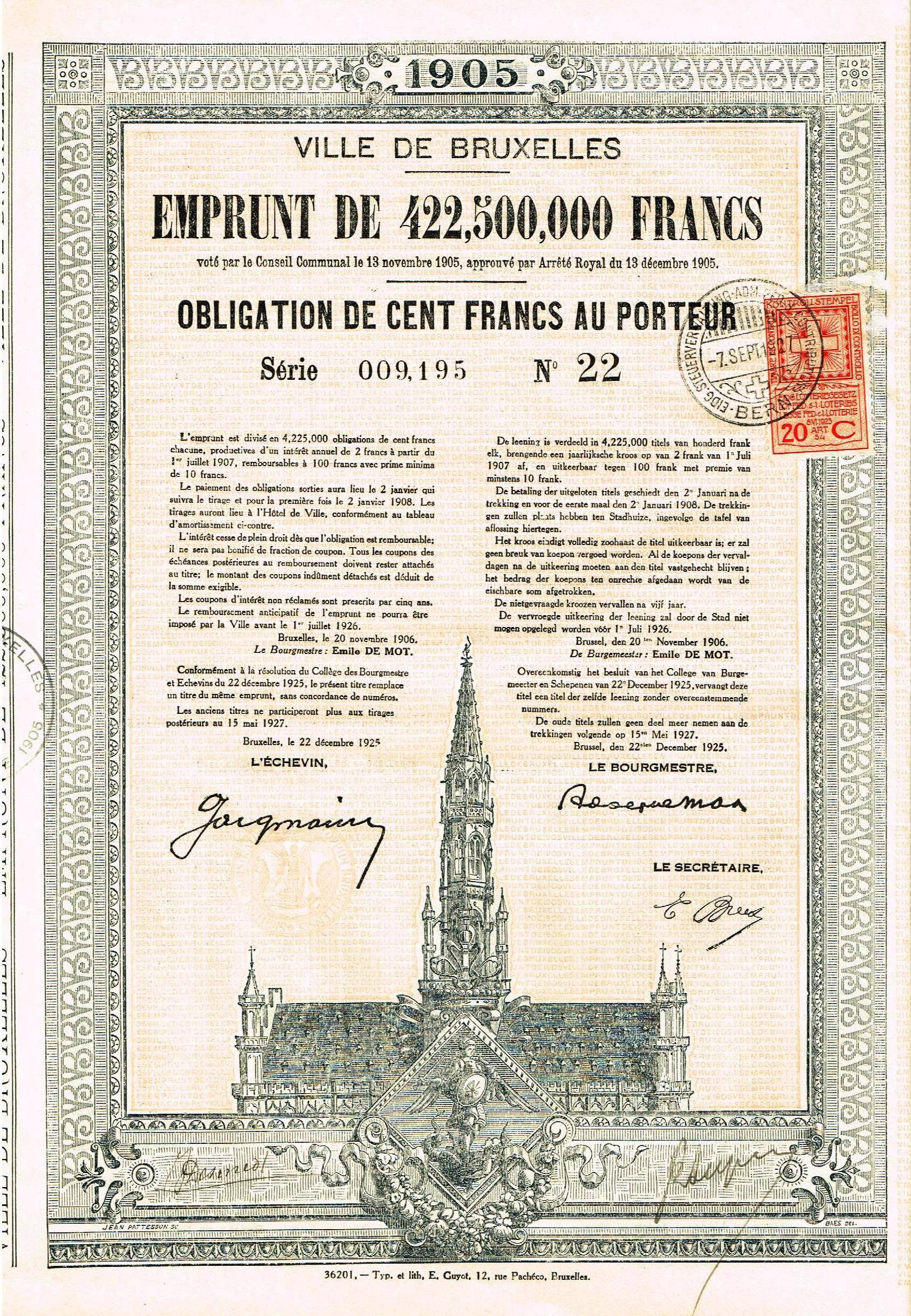
Obligation der Stadt Brüssel vom 22. Dezember 1925

1229 erhielt Brüssel das Stadtrecht, woraufhin der erste, 4 km lange Mauerring gebaut wurde, der im Wesentlichen die Handwerkersiedlung um den Großen Markt umschloss. Am Hügelhang östlich dieser Siedlung entstand in mehreren Bauphasen der Koudenberg-Palast, Sitz der Herzöge und später der Statthalter, der allerdings in der Nacht vom 3. auf den 4. Februar 1730 durch ein Missgeschick abbrannte. Schon im späten 14. Jahrhundert war die Stadt so stark angewachsen, dass man einen zweiten Mauerring errichtete, von dem die Hallepoort (Hallesches Tor) erhalten ist und dessen Verlauf heute von den breiten Boulevards des Kleine Ring markiert wird.
Das Rathaus wurde 1401 bis 1421 gebaut. 1426 bekamen die Handwerkerzünfte maßgeblichen Einfluss in der Stadtverwaltung. Um den Großen Markt reihten sich prächtige Zunft- bzw. Gildehäuser. Bereits 1522 ließ die habsburgische Regentin Margarete von Österreich erste evangelische Gläubige verhaften. Am 1. Juli 1523 wurden die Augustinermönche Johannes van Esschen und Hendrik Vos, die ersten lutherischen Protestanten, nach einem Urteil durch die Inquisition auf dem Marktplatz öffentlich verbrannt.

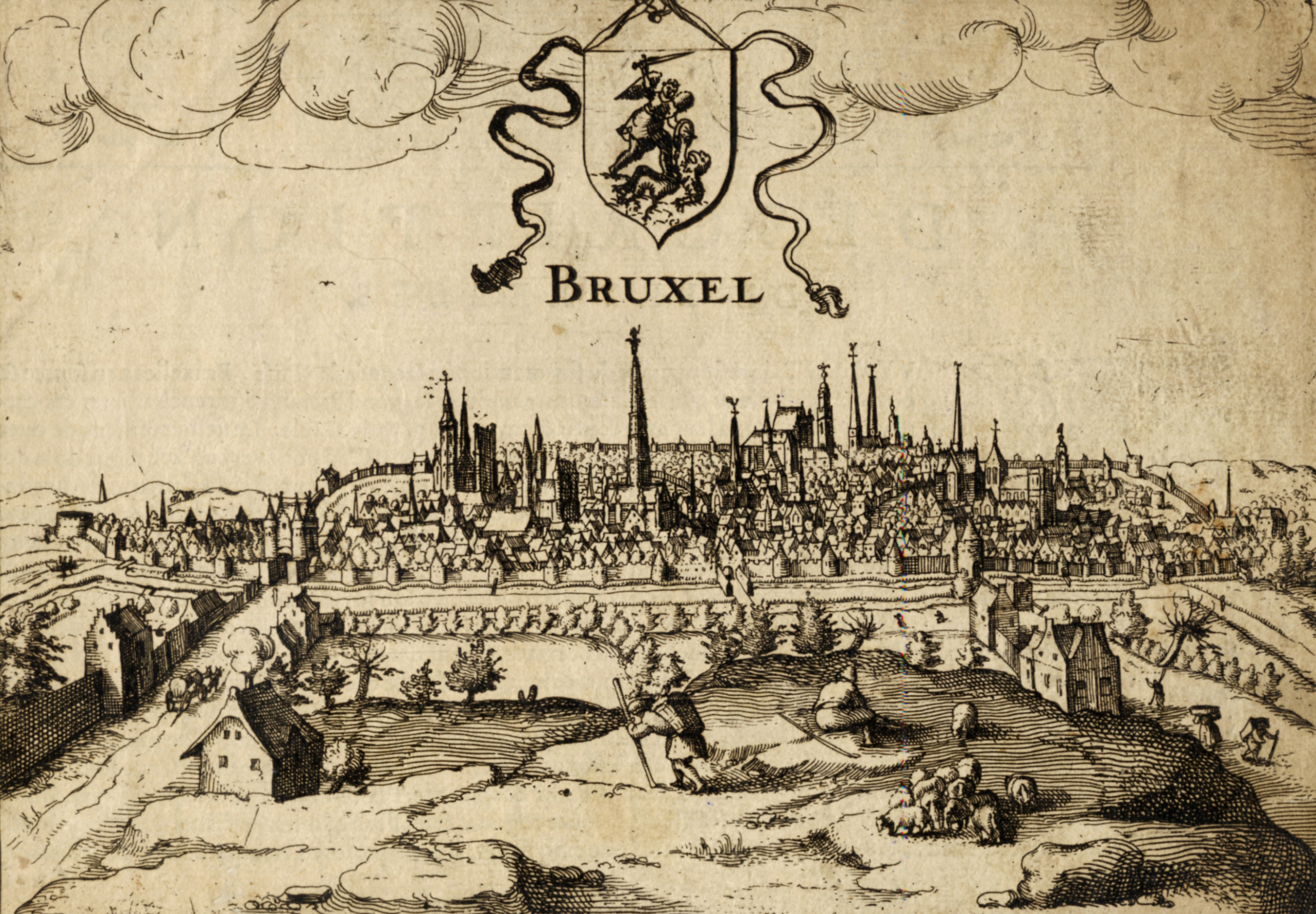
Stadtansicht von Brüssel um 1610

Nach der Bombardierung von Brüssel im August 1695 durch französische Truppen wurde nur das Rathaus im gotischen Stil wiederaufgebaut, die Gildehäuser entstanden neu im Barockstil. Dadurch bekam die Grand-Place ihre heutige Gestalt.
Im Rahmen des Ausbaus der Stadt Brüssel zur belgischen Hauptstadt wurde die Avenue Louise mit dem Bois de la Cambre in die Stadt Brüssel eingemeindet. 1855 erhielt die Stadt ein neues Stadtviertel, das Quartier Léopold mit dem heutigen Europaviertel, wodurch die Gemeinde Saint-Josse 142 ihrer vormals 253 Hektar verlor.
1921 fusionierte die ursprüngliche Stadt Brüssel mit den Teilgemeinden Laken, Neder-Over-Heembeek und Haren.
Als Bürgermeister prägte der Sozialist Freddy Thielemans von 1994 bis 1995 und besonders von 2001 bis 2013 lange die Stadtpolitik. Nach seinem Rücktritt im Dezember 2013, ein Jahr nach seiner Wiederwahl, folgte auf ihn der Sozialist Yvan Mayeur. Dieser trat am 8. Juni 2017 anlässlich des Samusocial-Skandals (Veruntreuung öffentlicher Gelder) zurück und der Sozialist Philippe Close wurde sein Nachfolger.

## Die Gemeinde Brüssel(-Stadt) in der Region Brüssel-Hauptstadt
Die Stadt Brüssel (auf der Karte die rote Fläche) bestand ursprünglich nur aus dem Stadtkern von Brüssel, der Brüssel-Zentrum oder wegen seiner fünfeckigen Form auch Pentagon genannt wird. Heutzutage kann man die Stadt Brüssel in sechs Stadtteile gliedern (siehe nächster Abschnitt).
Die Gemeinde hat 196.828 Einwohner (Stand 1. Januar 2024) und ist 32,61 km² groß.
Im Norden grenzt die Stadt an die Provinz Flämisch-Brabant. Ansonsten grenzt Brüssel-Stadt an folgende Gemeinden: Jette, Molenbeek-Saint-Jean/Sint-Jans-Molenbeek, Anderlecht, Saint-Gilles/Sint-Gillis, Uccle/Ukkel, Watermael-Boitsfort/Watermaal-Bosvoorde, Etterbeek, Schaerbeek/Schaarbeek, Saint-Josse-ten-Noode/Sint-Joost-ten-Node, Evere, Ixelles/Elsene (in zwei Teile geteilt).
Die Gemeinden Ganshoren, Berchem-Sainte-Agathe/Sint-Agatha-Berchem, Koekelberg, Vorst, Auderghem/Oudergem, Woluwe-Saint-Pierre/Sint-Pieters-Woluwe und Woluwe-Saint-Lambert/Sint-Lambrechts-Woluwe haben keine gemeinsame Grenze mit der Stadt Brüssel.

## Stadtteile
Die sechs Stadtteile der Stadt Brüssel sind das Pentagon (Stadtzentrum), Laken, Neder-over-Heembeek, Haren, das Europaviertel (Quartier Léopold U.E.) und die Südachse Louise/Louiza-Roosevelt.

### Zentrum (Pentagon/Vijfhoek)

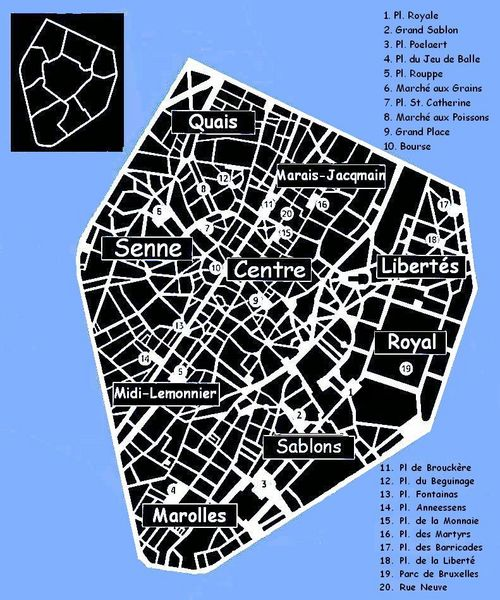
Quartiere des Pentagons

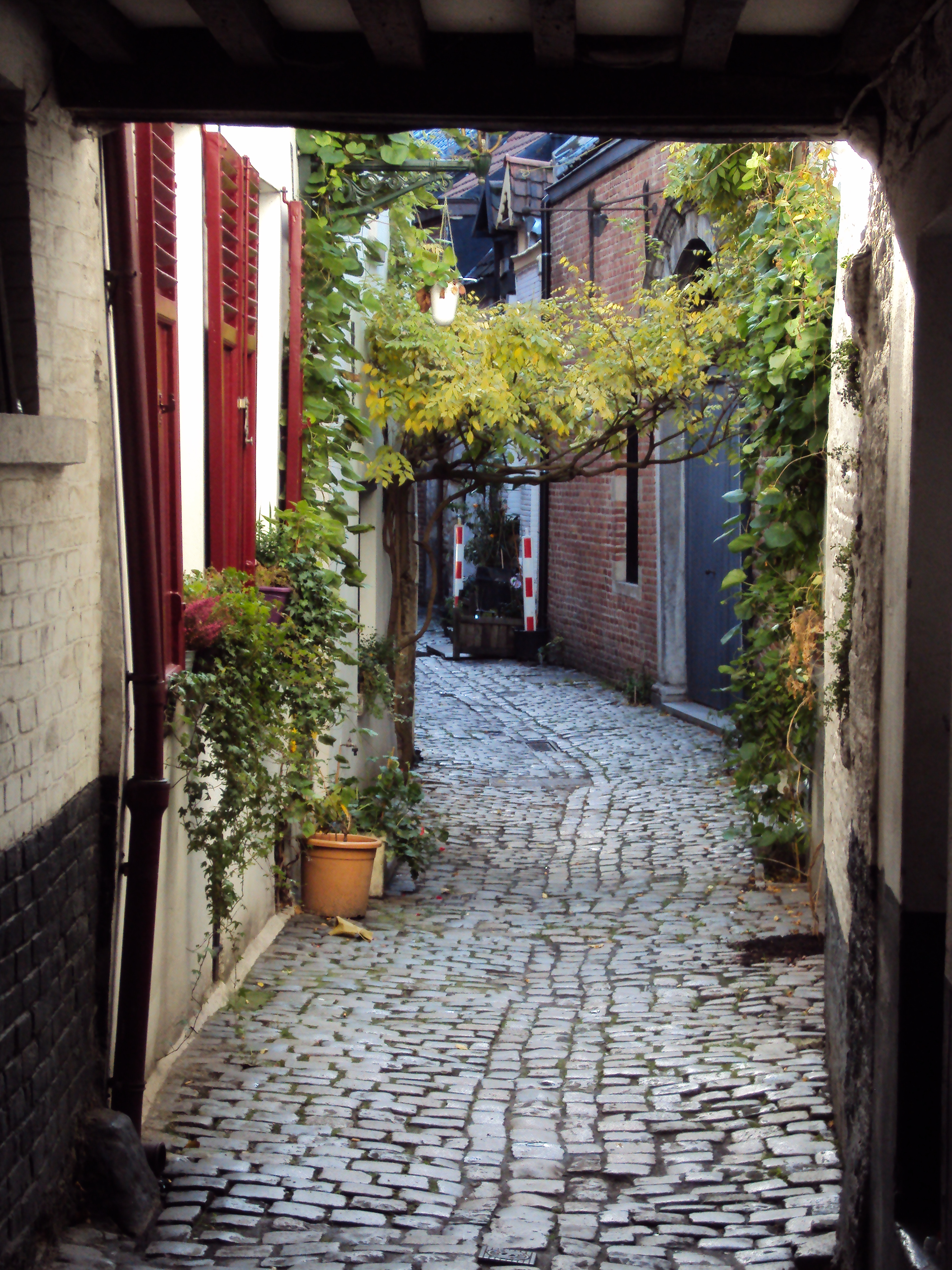
Rue de la Cigogne/Ooievaarstraat, kleine Hinterhausgasse im Stadtzentrum von Brüssel, Eingang von der rue de la Flandre/Vlaamsesteenweg

Das Zentrum (Pentagon/Vijfhoek) gliedert sich in mehrere Stadtviertel (quartiers, „Quartiere“):
- Ilot Sacré: die heilige Insel ist der Kern der Stadt, u. a. mit dem Großen Markt und der Börse
- Sainte-Catherine/Sint-Katelijne: zentrale Objekte sind die Kirchen Sainte Catherine und Saint Jean-Baptiste du Béguinage
- Saint-Gery-Dansaert/Sint-Gorik-Dansaert: den Mittelpunkt bildet die alte Markthalle Halles Saint-Gery
- Midi-Lemonnier/Lemonnier-Zuid: auffälligstes Bauwerk ist der Palais du Midi
- Marolles/Marollen: ein markant wahrnehmbares Gebäude ist hier der Justizpalast
- Sablon/Zavel: u. a. steht hier die Kirche Notre-Dame du Sablon
- Saint-Jacques/Sint-Jacob: berühmt ist das Manneken Pis
- Royale/Koning: geprägt durch die Kathedrale, den Königlichen Palast, den Place Royale, den Palast der Nation und den angrenzenden Parc de Bruxelles (Warandepark)
- Marais-Jacqmain/Jacqmain-Broek: mit dem Place de Brouckere und dem Théâtre Royal de la Monnaie
- Libertes/Vrijheid: mit dem Place du Congres und der Kongress-Säule
- Les Quais/Kaaizone: quai aux Briques, maison de La Bellone, Thurn und Taxis, Kaaitheater

### Laeken/Laken
Laeken liegt im Nordwesten der Stadt Brüssel und war bis zu seiner Eingemeindung im März 1921 eine selbständige Gemeinde, die bis heute die eigene Postleitzahl 1020 bewahrt hat. Im Jahr 2005 wurden 51.839 Einwohner gezählt. In Laeken stehen unter anderem das Atomium, das König-Baudouin-Stadion, der Heyselpark, das Messegelände und das königliche Schloss.

### Neder-Over-Heembeek
Dieser Stadtteil liegt im Nordwesten und behielt seine eigenständige Postleitzahl 1120 auch nach der Eingemeindung. Ursprünglich bestand er aus zwei Dörfern an dem Bach Heembeek („Hausbach“), die als Over-Heembeek („Ober-Heembeek“) und Neder-Heembeek („Unter-Heembeek“) seit 1284 bekannt waren und 1814 fusionierten. Die erste Erwähnung erfolgte in einem Dokument 673, als der Merowinger-König Theuderich III. Haimbecha dem Kloster Saint-Vaast-Lez-Arras überträgt, das eine Herrschaft im Hennegau besaß. Damit ist Neder-Over-Heembeek die älteste Gemeinde der Hauptstadtregion Brüssel.
Im Jahr 2005 hatte Neder-Over-Heembeek 13.313 Einwohner. In dem Stadtteil befindet sich das 1974 errichtete Militärkrankenhaus Königin Astrid (MHKA; französisch: Hôpital militaire Reine Astrid; niederländisch: Militair Hospitaal Koningin Astrid) der belgischen Streitkräfte.
Nordöstlich von Neder-Heembeek lag der Weiler Ransbeek, der in den 1930er Jahren dem Bau einer großen Kokerei, der Cokeries de Marly, zum Opfer fiel. Lediglich die 1669 geweihte barocke Lendrikkapelle konnte gerettet werden und wurde im Bereich der Parkdomäne Drie Fonteinen in Vilvoorde wenige hundert Meter weiter nördlich wieder aufgebaut. Die Kapelle stand oberhalb einer kleinen Quelle, die noch heute von einem kleinen Wäldchen eingefasst ist. In Ransbeek lag der Hof van Crayenhove, der im 17. Jahrhundert durch das Schloss Moriensart ersetzt wurde.
In Ransbeek fand 1142 oder 1147 die Schlacht von Ransbeek statt, im Rahmen des Grimbergener Krieges zwischen 1139/1141 bis 1159. Dabei hatten Walter van Mechelen und Geeraard van Grimbergen aus dem Haus der Herren von Berthout, der Grafschaft Leuven den Krieg erklärt, nachdem der Herzog Gottfried II., Herzog von Brabant und Graf von Löwen gestorben war und sein Nachfolger Gottfried III. erst zwei Jahre alt gewesen sein soll. Der Legende nach hing er neben dem Schlachtfeld in einer Wiege in einem Eichenbaum und hätte während der dreitägigen Schlacht mehrfach sichtbar gegen die Eiche gepinkelt. Nach dem Sieg des Herzogtums Brabant wurde zur Erinnerung daran der Eichenbaum nach Brüssel gebracht und dort in der rue du Chêne/Eikstraat aufgestellt, zusammen mit einer Bronzefigur des pinkelnden Herzogs, als Manneken Pis.

### Haren
Der relativ isolierte Stadtteil Haren liegt östlich der Senne zwischen den Gemeinden Evere, Diegem und Machelen und ist umgeben von zahlreichen Bahnlinien. Nach seiner Eingemeindung 1921 bewahrte er seine eigenständige Postleitzahl 1130.
Erstmals wurde Haren 1040 erwähnt, der Name wird auf das vordeutsche Wort Aar zurückgeführt, das „schnellfließendes Wasser“ bedeutet und Ableitungen zu Ahr, Aarau, Aren hat. Die alte Brabanter Form Haeren wird heute in der französischen Schreibweise erhalten, während die niederländischsprachige offizielle Version heute Haren ist und sich auch im französischsprachigen Gebrauch zunehmend durchsetzt.
Das alte Dorf Haeren liegt östlich der Senne zwischen den zwei Hügeln Harenberg und Dobbelenberg, die auch heute noch gut erkennbar sind. Es wurde von mehreren Bächen durchflossen, u. a. von der Beemdgracht und dem Hollebeek, die beide in Höhe der Buda-Brücke in die Senne mündeten. Im Jahr 1322 wurde das nur noch teilweise erhaltene Schloss als Castrum apud Haren erstmals erwähnt.
Haren ist Sitz des Hauptquartiers der NATO und von Eurocontrol. Auf dem Territorium von Haren (und teilweise von Evere) lag auch der erste belgische Flughafen, der 1914 im Rahmen der deutschen Besatzung im Ersten Weltkrieg eröffnet wurde und bis zum Neubau des Flughafens in Zaventem/Melsbroek bis 1949 als ziviler und militärischer Flughafen genutzt wurde. Ebenso hatte die ehemalige belgische Fluggesellschaft Sabena ihren Sitz in Haren.
Im Jahr 2005 wurden 4.062 Einwohner gezählt.

### Europaviertel

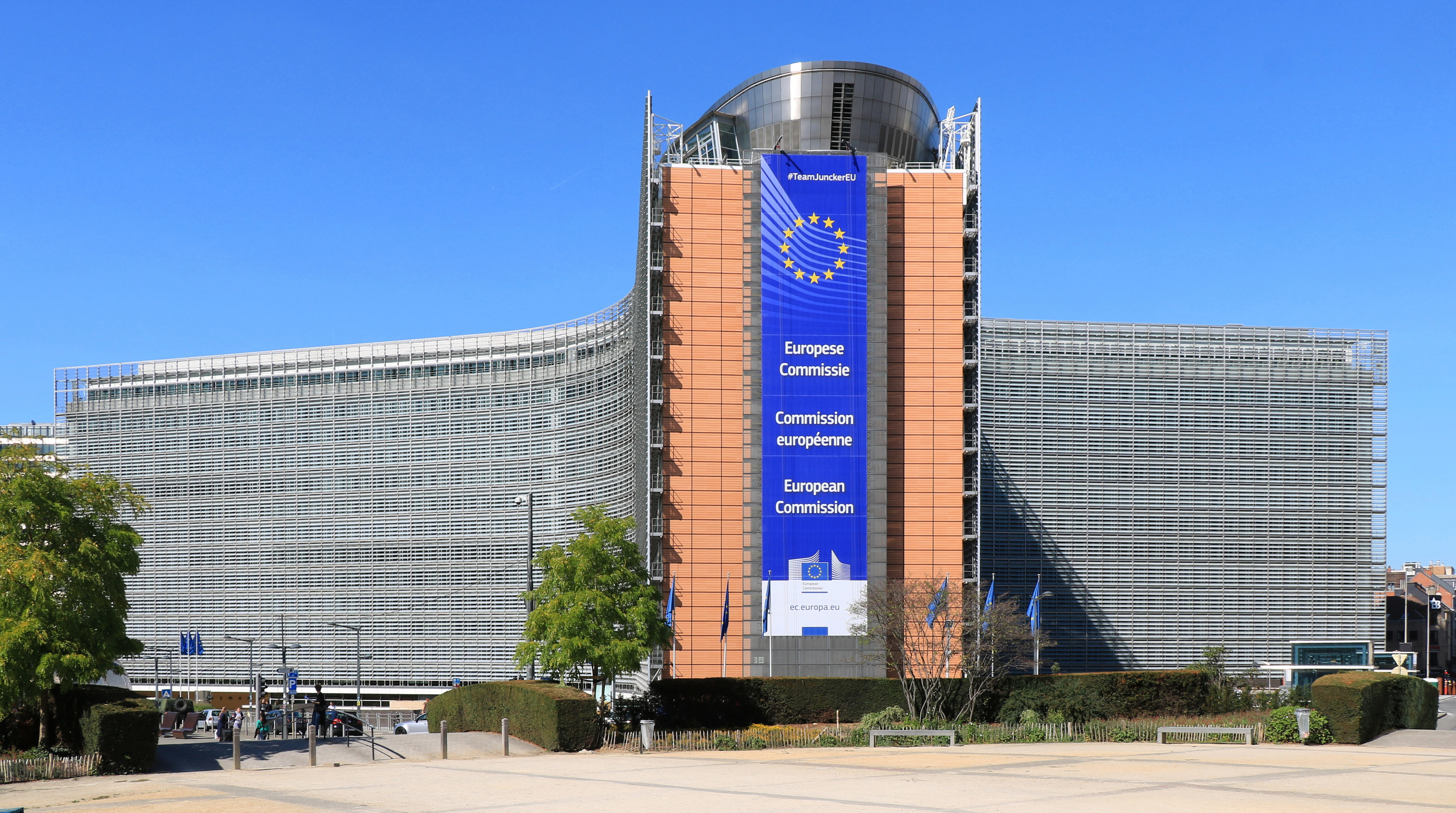
Hauptquartier der Europäischen Kommission in Brüssel (Berlaymont-Gebäude).

Wichtige Gebäude des EU-Viertels sind das Berlaymont-Gebäude, in dem die Europäische Kommission ihren Hauptsitz hat, das Justus-Lipsius-Gebäude, der Sitz des Rates der Europäischen Union und das Europäische Parlament. Ebenfalls befindet sich die monumentale Skulptur Einheit in Frieden dort. Viele Botschaften und Interessensvertretungen haben außerdem ihren Sitz in diesem Viertel.

## Verkehr

### Eisenbahn
Die wichtige Brüsseler Nord-Süd-Verbindungsbahn unterquert die Innenstadt in einem Tunnel. Fern-, Regional- und S-Bahn-Züge halten am Bahnhof Bruxelles-Central/Brussel-Centraal, die Linie S1 auch an den Halten Bruxelles-Congrès/Brussel-Congres und Bru.-Chapelle/Kapellekerk. Im Norden des Stadtgebiets befinden sich die Bahnhöfe Tour-et-Taxis (S10) und Bockstael (S3, S4, S10) an der Strecke nach Gent. Das Europaviertel wird von einem weiteren Eisenbahntunnel Richtung Namur unterquert, wo sich der Bruxelles-Schuman/Brussel-Schuman befindet. Diese wird ebenfalls von zahlreichen Fernzügen und S-Bahn-Linien bedient.

### Öffentlicher Nahverkehr
Das Brüsseler Stadtgebiet wird von allen Linien der Metro Brüssel bedient. Die Linien 2 und 6 umfahren die Innenstadt als Ringlinie, während die Linien 1 und 5 eine Ost-West-Querung ermöglichen. Die Prémetro-Linien 3 und 4 sind eine weitere Nord-Süd-Querung neben der Verbindungsbahn. Der Norden des Stadtgebiets wird durch die Metro-Linie 6 erschlossen. Wichtige Tramlinien in der Innenstadt und im Süden sind die Linien 8, 51, 83, 92, 93 und 97. Im Norden leisten die Linien 3, 7 und 19 eine wichtige Rolle zur Ergänzung der Metro. Zahlreiche Buslinien verbinden die Stadt Brüssel mit der Region und auch dem Umland.

## Politik
Langjähriger Bürgermeister war von 2001 bis 2013 Freddy Thielemans von der Sozialistischen Partei (PS). Bei den Kommunalwahlen vom 14. Oktober 2012 gewannen die Sozialisten (als gemeinsame Liste von PS und sp.a) 29,1 % der Stimme, die Liberalen (Mouvement Réformateur (MR) und Open-VLD) 17,9 % und bildeten eine neue Koalition, die 25 der 41 Stimmen der frankophonen Stadtratsmitglieder und 4 der acht flämischen Mitglieder umfasste. Ende 2013 trat Thielemans aus Altersgründen zurück, es folgte ihm Yvan Mayeur, ebenfalls von der Sozialistischen Partei und zuvor Vorsitzender des CPAS (Centre Public d’Action Sociale, in etwa das Sozialamt). Im Juni 2017 trat Mayeur von seinem Amt zurück, nachdem Vorwürfe laut geworden waren, er habe bei der Obdachlosenorganisation Samusocial überzogene Sitzungsgelder erhalten. Am 20. Juli 2017 wurde der bisherige Fraktionsvorsitzende der PS im Brüsseler Regionalparlament, Philippe Close, zu seinem Nachfolger vereidigt.
Der Haushalt war für 2017 wie in den Vorjahren ausgeglichen und umfasste 770 Millionen Euro, dazu kamen 120 Millionen Euro Investitionsbudget, die zur Hälfte der Region, dem Land und Europa beigetragen werden. Vom Haushalt entfielen 8 % auf den Schuldendienst, und etwa die Hälfte für die mehr als 8.000 Angestellten. Aufgrund der Aufgabenverteilung auf kommunaler, regionaler, Gemeinschafts- und föderaler Ebene entfiel der größte Anteil des Budgets auf die Schulen (28,4 %), gefolgt von Projekten der Stadtteilentwicklung (Contrats de Quartier/Wijkcontracten, 9,3 %) und öffentlichem Nahverkehr (9,2 %).

## Sehenswürdigkeiten

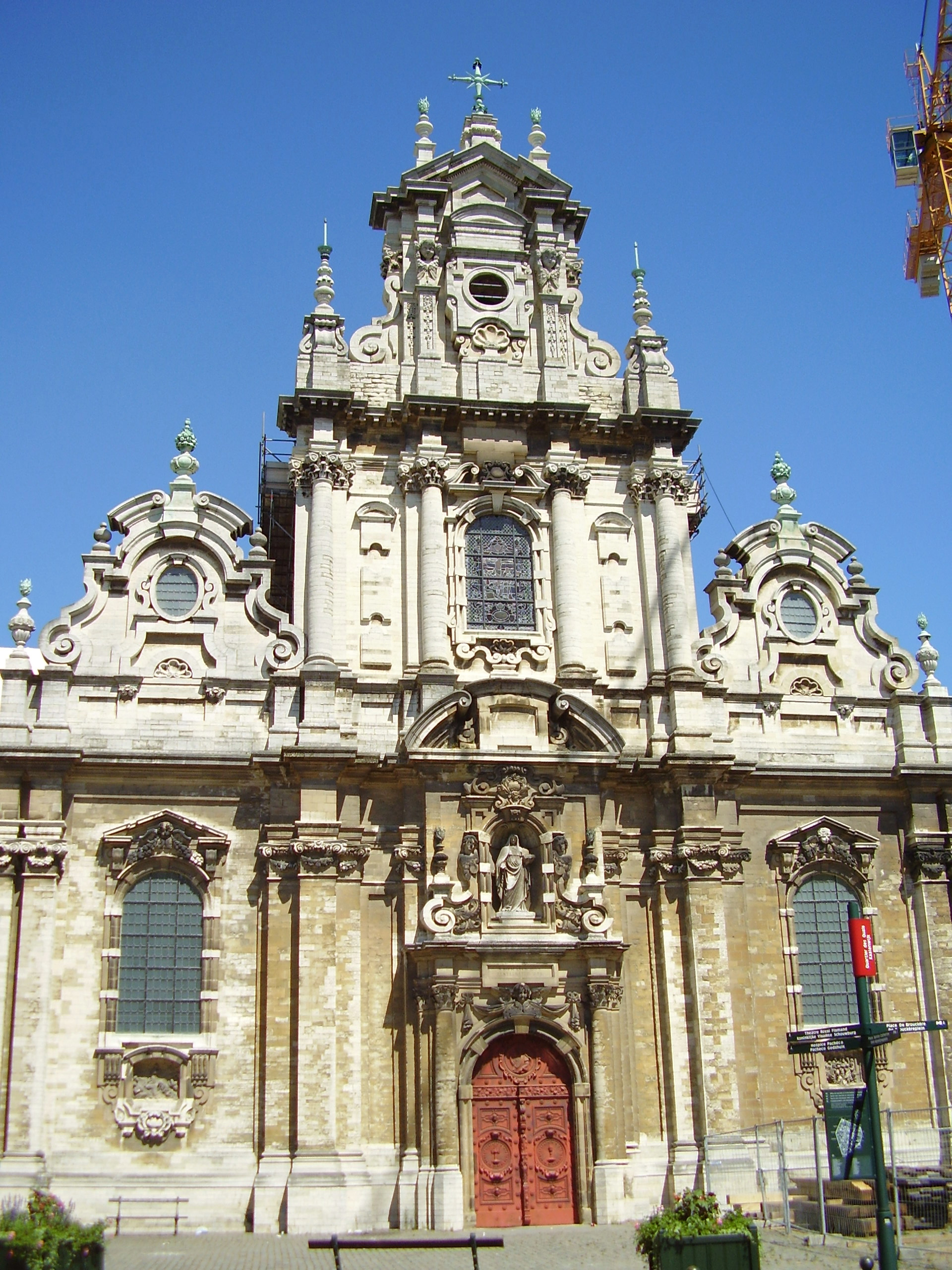
Kirche Saint Jean-Baptiste du Béguinage

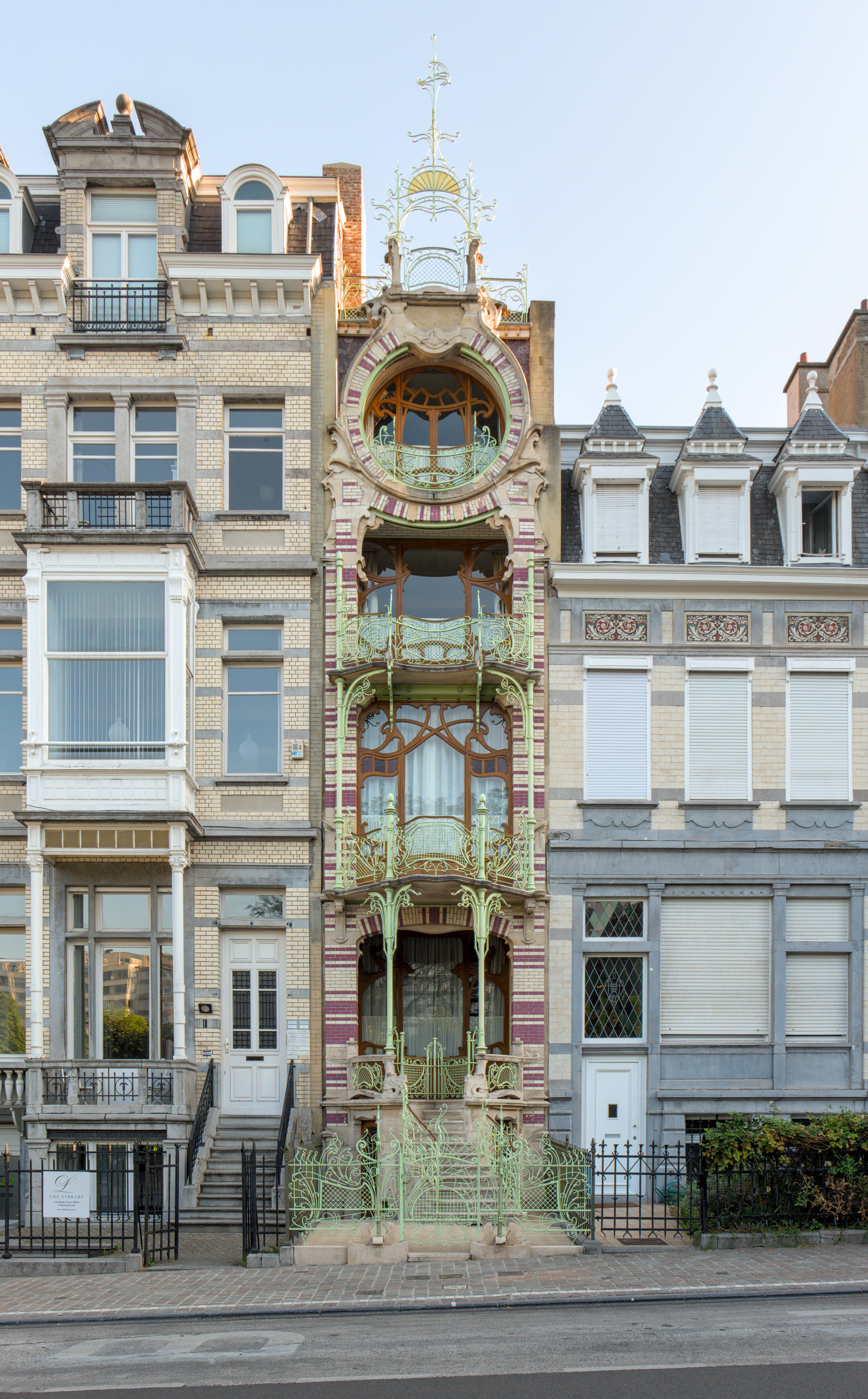
Maison Saint-Cyr am Square Ambiorix/Ambiorixplein, 1901 bis 1903 als Privatresidenz gebaut, heute leerstehend

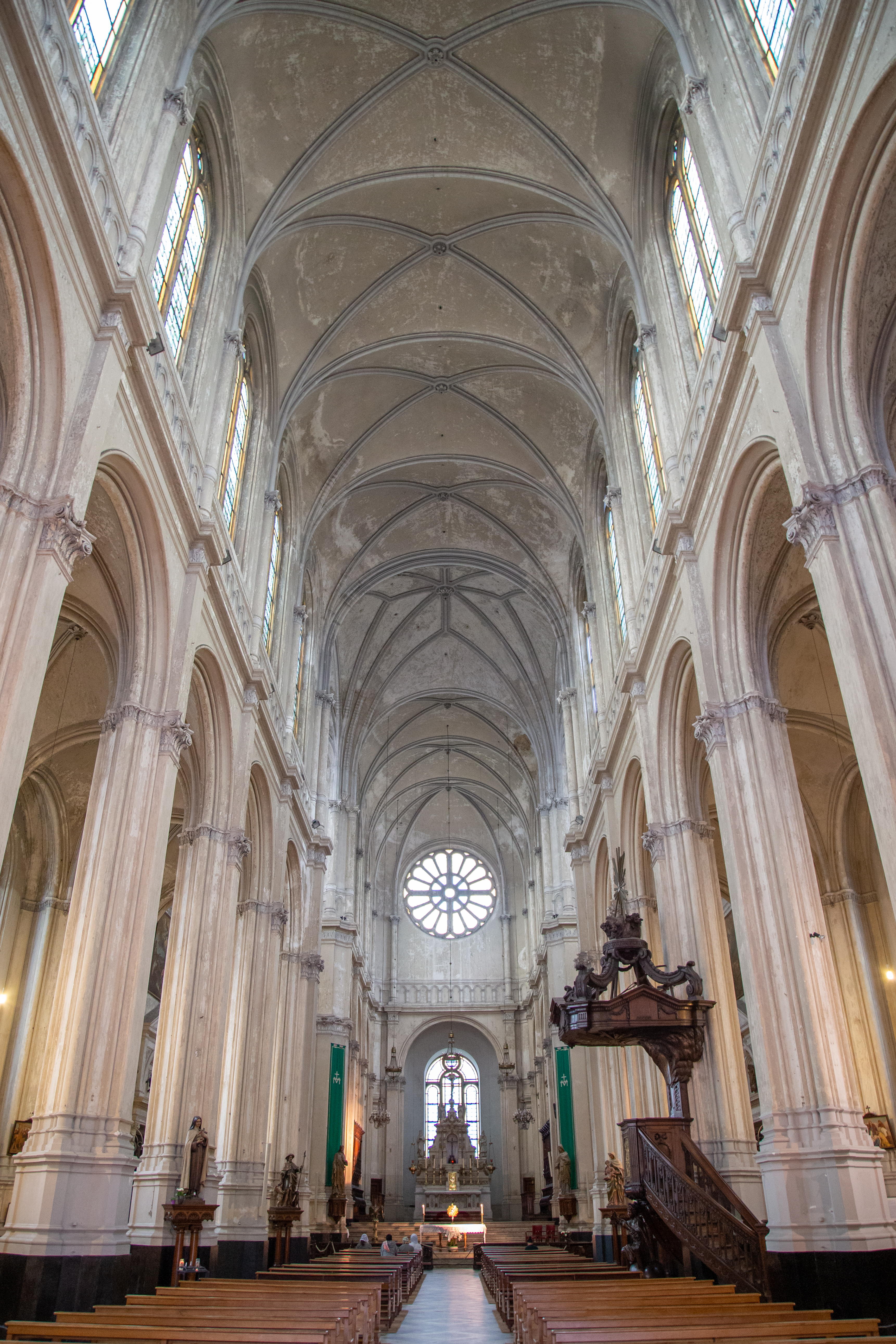
Innenansicht der Kirche Sainte Catherine/Sint Katelijne im Stadtzentrum von Brüssel

Die folgende Auflistung zeigt eine Auswahl von Sehenswürdigkeiten der Stadt Brüssel. (Zu Sehenswürdigkeiten des Stadtteils Laken siehe Laken; zu Sehenswürdigkeiten der Region Brüssel-Hauptstadt siehe Brüssel).

### Sakralbauten
- Kathedrale St. Michael und St. Gudula (→Lage)
- Notre-Dame de la Chapelle (→Lage)
- Notre-Dame du Sablon (→Lage)
- Saint Jean-Baptiste du Béguinage (→Lage)
- Sainte Catherine (→Lage)
- Saint Nicolas (→Lage)
- Notre Dame du Bon Secour (→Lage)
- Notre Dame aux Riches Claires (→Lage)
- Saint Jacques de Coudenberg (→Lage)
- Notre Dame du Finistère (→Lage)
- Chapelle de la Madeleine (→Lage)

### Profanbauten
- das Rathaus, die Maison du Roi und die Zunfthäuser auf dem Grand-Place (→Lage)
- Königlicher Palast (→Lage)
- der Triumphbogen und die Museen im Jubelpark
- La Monnaie (Théâtre Royal de la Monnaie/Muntschouwburg) (→Lage)
- das Königlich Flämisches Theater Brüssel (→Lage)
- der Justizpalast (→Lage)
- der Palast der Nation, Sitz des belgischen föderalen Parlaments (→Lage)
- die Börse (→Lage)
- das Berlaymont-Gebäude, zentrales Gebäude der Europäischen Union (→Lage)
- das Europäische Parlament (→Lage)
- der in Art déco errichtete Palais des Beaux-Arts (Architekt: Victor Horta; →Lage)
- berühmte Jugendstil-Bauwerke: Old England (→Lage) Maison Saint-Cyr (→Lage) Hôtel van Eetvelde von Victor Horta (→Lage)
- die Galeries Royales Saint-Hubert (Koninklijke Sint-Hubertusgelerijen) (1847, →Lage) und die 1874 erbaute Passage du Nord (→Lage) sind zwei historisch bedeutende Ladenpassagen
- die Halles Saint-Gery (Sint-Gorikshallen) (→Lage), eine alte Markthalle aus dem Jahr 1882, wo u. a. Ausstellungen und Konzerte stattfinden

### Sonstiges
- der Manneken Pis (→Lage)
- der Place des Martys (→Lage)
- der Place Royale (→Lage), u. a. mit der Kirche Saint Jacques de Coudenberg
- die Kongress-Säule mit der ewigen Flamme auf dem Place du Congres (→Lage)
- der Modellpark Mini Europa im Maßstab 1:25[11]
- zwei Stolpersteine bei der Rue Archimède 22, von wo aus die Künstler Felix Nussbaum und Felka Platek 1944 ins KZ Auschwitz deportiert wurden (verlegt im Juli 2011)[12]

### Parkanlagen
- der Warandepark (Parc de Bruxelles) zwischen dem Königlichen Palast und dem Palast der Nation
- der Jubelpark (Parc de Cinqantenaire) mit dem Triumphbogen und den Museen
- der Botanische Garten Brüssel
- der Leopoldpark (→Lage) mit Museen und dem angrenzenden Europäischen Parlament
- der Square Ambiorix (→Lage) mit dem angrenzenden Square Louise
- der Square Frère-Orban (→Lage)
- der Square de Meeûs (→Lage)
- der Egmondpark (→Lage)
- der Bois de la Cambre (Ter Kamerenbos) (→Lage) ist der große Park am Ende der Avenue Louise, eingemeindet in die Stadt Brüssel

### Museen
- Belgisches Comiczentrum
- Magritte Museum
- Mini-Europa
- Musée Royal de l’Armée
- Museum für Naturwissenschaften
- Museum of original figurines
- Musikinstrumentenmuseum
- Train World

## Städtepartnerschaften
- Atlanta, Vereinigte Staaten
- Berlin, Deutschland
- Kiew, Ukraine
- Kinshasa, Demokratische Republik Kongo
- Ljubljana, Slowenien
- Macau, Volksrepublik China
- Madrid, Spanien
- Moskau, Russland
- Peking, Volksrepublik China
- Prag, Tschechien
- Sofia, Bulgarien
- Tirana, Albanien
- Washington, D.C., Vereinigte Staaten